# Gabby Hartnett
Charles Leo « Gabby » Hartnett, né le 20 décembre 1900 à Woonsocket et mort le 20 décembre 1972 à Park Ridge, est un joueur américain de baseball ayant évolué dans la Ligue majeure de baseball comme receveur et manager presque uniquement chez les Cubs de Chicago.
Largement considéré comme ayant été le plus grand receveur de la Ligue majeure de baseball dans la première moitié du XXe siècle, Hartnett a été intronisé au Temple de la renommée du baseball en 1955.